# Resolució 127 del Consell de Seguretat de les Nacions Unides
La Resolució 127 del Consell de Seguretat de les Nacions Unides, aprovada per unanimitat el 22 de gener de 1958, Va tractar les queixes de Jordània sobre les activitats israelianes entre les línies de demarcació de l'armistici. Tenint en compte un informe del Cap d'Estat Major interí de l'Organisme de les Nacions Unides per la Vigilància de la Treva a Palestina, el Consell va observar que ni Israel ni Jordània van gaudir de la sobirania sobre cap part de la zona. El Consell va dirigir llavors al cap de l'Estat Major que regulés les activitats dins de la zona per tal que els israelians no poguessin utilitzar propietats àrabs i viceversa, i va dirigir al cap de l'Estat Major que realitzés una enquesta de registres de propietats amb vista a determinar la propietat de la zona.
La resolució va fer seva la recomanació de que les parts, a través de les Comissions Mixtes d'Armistici, havien de discutir activitats civils a la zona i que fins que es pogués arribar a un acord, aquestes activitats a la zona haurien de suspendre's. El Consell va demanar a totes les parts que respectessin l'Acord General de Armistici i al Cap d'Estat Major que informi al Consell sobre l'aplicació de la present resolució.